# اچ‌دی ۲۰۵۷۶۵
اچ‌دی ۲۰۵۷۶۵ یک ستاره است که در صورت فلکی دلو قرار دارد.